# Перехід Mac на процесори Intel
Перехід Mac на процесори Intel був процесом переходу центральних процесорів (CPU) лінійки комп’ютерів Apple Mac і Xserve з процесорів PowerPC на процесори Intel x86-64. Про зміну було оголошено на Всесвітній конференції розробників (WWDC) у 2005 році тодішнім генеральним директором Apple Стівом Джобсом, який заявив, що Apple поступово припинить використання мікропроцесорів PowerPC, що постачалися Freescale (раніше Motorola) і IBM.
Цей перехід став другим випадком, коли Apple змінила архітектуру набору інструкцій процесора своїх персональних комп’ютерів. Перший був у 1994 році, коли Apple відмовилася від оригінальної архітектури Motorola серії 68000 для Mac на користь нової на той час платформи PowerPC.
У початковому прес-релізі Apple спочатку вказувалося, що перехід розпочнеться до червня 2006 року, а завершення заплановано на початок 2008 року – перехід відбувся швидше, ніж очікувалося. Перше покоління Mac на базі Intel було випущено в січні 2006 року з Mac OS X 10.4.4 Tiger. У серпні Джобс оголосив про останні моделі, які замінить: Mac Pro буде доступний негайно, а Intel Xserve — до жовтня, хоча поставки останньої лінійки комп’ютерів почалися лише в грудні.

## Передумови

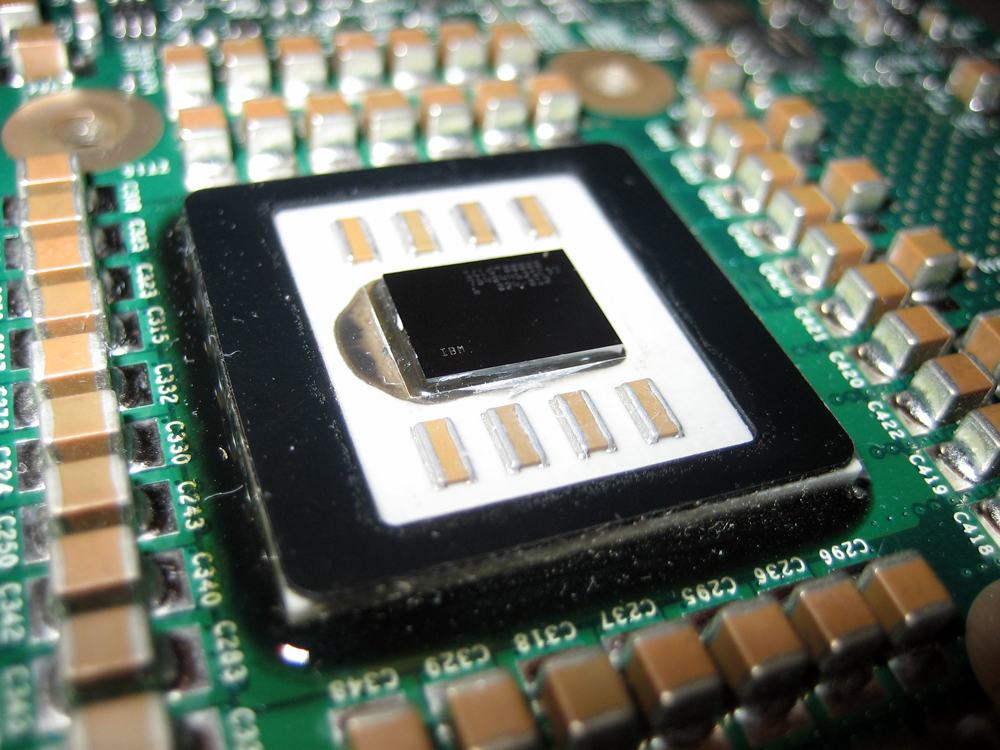
Процесор PowerPC 970FX, який використовувався в ряді комп’ютерів Apple із процесорами PowerPC G5

Apple використовувала процесори PowerPC у своїх продуктах протягом 11 років, коли було оголошено про перехід на процесори Intel.
На WWDC у 2003 році Джобс представив Power Mac із процесором із лінійки продуктів IBM PowerPC G5, перший персональний комп’ютер із 64-розрядним процесором.
Він пообіцяв 3 ГГц Power Mac G5 протягом 12 місяців, але так і не випустив такий продукт. У програмній промові на WWDC у 2004 році Джобс звернувся до порушеної обіцянки, сказавши, що IBM має проблеми з переходом на процес виготовлення, нижчий за 90-нм процес. Представники Apple також заявили в 2003 році, що вони планували випустити PowerBook з процесором G5, але такий продукт так і не був реалізований. Тім Кук, тодішній виконавчий віце-президент Apple з продажів і операцій у всьому світі, сказав під час телефонної розмови про прибутки, що встановлення G5 у PowerBook було «матір’ю всіх температурних проблем».